# Кевін Лаланд
Кевін Лаланд (англ. Kevin Lalande; 19 лютого 1987, м. Кінгстон, Канада) — канадський хокеїст, воротар. Виступає за «Юність» (Мінськ) у Вищій хокейній лізі. 
Виступав за «Бельвілль Буллз» (ОХЛ), «Куод-Сіті Флеймс» (АХЛ), «Лас-Вегас Ренглерс» (ECHL), «Сірак'юс Кранч» (АХЛ), «Витязь» (Чехов), «Динамо» (Мінськ).